# Списак српских проналазака и открића
Српски изуми и открића су предмети, процеси или технике које су измислили или открили припадници српског народа.

## Списак
| Откриће/иновација | Проналазач/Научник           |
| --- | ---------------------------- |
| Машина за шишање | Никола Бизумић               |
| Ћуков претварач | Слободан Ћук                 |
| Strawberry Tree (уређај за соларну енергију)                                                                                     | Strawberry Energy            |
| Енергија графа Поклапање полинома                                                                                                | Иван Гутман                  |
| Караматина неједнакост Споро варирајућа функција                                                                                 | Јован Карамата               |
| Курепа дрво | Ђуро Курепа                  |
| Мигма | Богдан Маглич                |
| Миланковићеви циклуси Ревидирани јулијански календар (други најтачнији календар икада урађен)                                    | Милутин Миланковић           |
| Strawberry Tree | Тихомир Новаков              |
| Пупинов калем | Михајло Пупин                |
| HRS-100 CER Computers ATLAS-TIM AT 32                                                                                            | Институт Михајло Пупин       |
| Квантни несклад (један од откривача)                                                                                             | Влатко Ведрал                |
| webGL APNG | Владимир Вукићевић           |
| Егзоскелет са погоном (развијен у исто време када и General Electric / Хардиман Оружаних снага САД )                             | Миомир Вукобратовић          |
| Протетичка шака са пет прстију                                                                                                   | Рајко Томовић                |
| Низ проналазака и открића | Никола Тесла                 |
| Галаксија (компјутер) | Воја Антонић                 |
| Рана пластика | Огњеслав Костовић Степановић |
| Карст и низ географских теорија везаних за Балкан                                                                                | Јован Цвијић                 |
| Аполон (свемирски брод); Тим од 7 српских инжењера и научника (познатих као Сербо-7) је у великој мери допринео пројекту Аполо.  | Сербо-7                      |
| Пионир социологије права и социологије права                                                                                     | Валтазар Богишић             |
| Пионирски рад у хипотермији | Иван Ђаја                    |
| Пионирска истраживања у ткивном инжењерству и регенеративној медицини                                                            | Гордана Вуњак-Новаковић      |
| Пионирски рад у области теорије система                                                                                          | Михајло Д. Месаровић         |
| Проналазач и конструктор прве железничке ваздушне кочнице                                                                        | Добривоје Божић              |
| Измислио је и направио први познати механички јавни сат у Русији 1404. године                                                    | Лазар Србин                  |
| Ко-креатор азитромицина | Слободан Ђокић               |
| Истраживање интеракција неутрона у хемијској физици тешких елемената. што се показало као важан корак у открићу нуклеарне фисије | Павле Савић                  |
| Водио је прву успешну лабораторијску култивацију и серијско размножавање вируса морбила и хепатитиса Б                           | Милан Миловановић            |
| Српска ћирилица | Вук Караџић                  |